# Högsäter
Högsäter är en tätort i Färgelanda kommun i Dalsland och kyrkbyn i Högsäters socken. 
Högsäter är ett tidigare stationssamhälle vid Uddevalla-Lelångens Järnväg. Runt samhället växte det upp en mindre industriort med bland annat trä- och betongindustrier. I den sydöstra delen av samhället ligger Högsäters kyrka.

## Befolkningsutveckling
| Befolkningsutvecklingen i Högsäter 1960–2020 | Befolkningsutvecklingen i Högsäter 1960–2020 | Befolkningsutvecklingen i Högsäter 1960–2020 | Befolkningsutvecklingen i Högsäter 1960–2020 | Befolkningsutvecklingen i Högsäter 1960–2020 |
| -------------------------------------------- | -------------------------------------------- | -------------------------------------------- | -------------------------------------------- | -------------------------------------------- |
|                                              |                                              |                                              |                                              |                                              |
| År                                           |                                              |                                              | Folkmängd                                    | Areal (ha)                                   |
| 1960                                         | 1960                                         |                                              | 365                                          |                                              |
| 1965                                         | 1965                                         |                                              | 373                                          |                                              |
| 1970                                         | 1970                                         |                                              | 501                                          |                                              |
| 1975                                         | 1975                                         |                                              | 666                                          |                                              |
| 1980                                         | 1980                                         |                                              | 732                                          |                                              |
| 1990                                         | 1990                                         |                                              | 798                                          | 103                                          |
| 1995                                         | 1995                                         |                                              | 726                                          | 105                                          |
| 2000                                         | 2000                                         |                                              | 757                                          | 105                                          |
| 2005                                         | 2005                                         |                                              | 744                                          | 105                                          |
| 2010                                         | 2010                                         |                                              | 705                                          | 105                                          |
| 2015                                         | 2015                                         |                                              | 715                                          | 112                                          |
| 2020                                         | 2020                                         |                                              | 754                                          | 116                                          |
|                                              |                                              |                                              |                                              |                                              |

## Samhällsservice
I Högsäter finns matvaruaffär, lunchrestaurang, café, bygghandel, inredningsbutik, secondhandbutiker, bio, förskola och grundskola (F-6).

## Föreningsliv
I Högsäter finns föreningar som Dalslands ballongklubb samt Högsäters GF med verksamhet inom fotboll, skidor, tennis, boule och styrketräning.[källa behövs]

## Kända personer från Högsäter
- Jan Ottosson, längdskidåkare